# Lunow-Stolzenhagen
Lunow-Stolzenhagen település Németországban, azon belül Brandenburgban. Lakosainak száma 1155 fő (2023. december 31.).

## Népesség
A település népességének változása:
| Lakosok száma | 1218 | 1206 | 1216 | 1159 | 1155 | 1155 |
|               | 2014 | 2017 | 2019 | 2021 | 2022 | 2023 |